# Biggs (Californie)
Pour les articles homonymes, voir Biggs.
Biggs est une municipalité située dans le comté de Butte en Californie. Sa population était de 1 707 habitants selon le recensement de 2010, sa superficie de 1,3 km2.

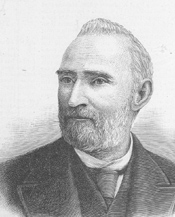
Marion Biggs, l'homonyme de la ville.

## Démographie
| 1880 | 1890 | 1910 | 1920 | 1930 | 1940 |
| ---- | ---- | ---- | ---- | ---- | ---- |
| 95   | 571  | 403  | 683  | 463  | 547  |

| 1950 | 1960 | 1970  | 1980  | 1990  | 2000  |
| ---- | ---- | ----- | ----- | ----- | ----- |
| 784  | 831  | 1 115 | 1 413 | 1 581 | 1 793 |

| 2010  | - | - | - | - | - |
| ----- | - | - | - | - | - |
| 1 707 | - | - | - | - | - |